# Campeonato Mundial de Ciclismo em Pista de 2022
O CXIX Campeonato Mundial de Ciclismo em Pista celebrou-se na Saint-Quentin-en-Yvelines  (França) entre 12 e 16 de outubro de 2022 sob a organização da União Ciclista Internacional (UCI) e a Federação Francesa de Ciclismo.
As competições realizaram-se no Velódromo Nacional da localidade francesa. Foram disputadas 22 provas, 11 masculinas e 11 femininas.

## Medalhistas

### Masculino
| Evento                          | Ouro                                                                                        | Prata                                                                                                | Bronze                                                                                              |
| ------------------------------- | ------------------------------------------------------------------------------------------- | --- | --------------------------------------------------------------------------------------------------- |
| Velocidade individual (16.10)   | Harrie Lavreysen · Países Baixos                                                            | Matthew Richardson · Austrália                                                                       | Matthew Glaetzer · Austrália                                                                        |
| Velocidade por equipas (12.10)  | Austrália · Leigh Hoffman · Matthew Richardson · Matthew Glaetzer · Thomas Cornish · 41,600 | Países Baixos · Roy van den Berg · Harrie Lavreysen · Jeffrey Hoogland · 41,643                      | Reino Unido · Alistair Fielding · Hamish Turnbull · Jack Carlin · 42,844                            |
| Perseguição individual (14.10)  | Filippo Ganna · Itália · 3:59,636 RM                                                        | Jonathan Milan · Itália · 4:03,790                                                                   | Ivo Oliveira · Portugal · 4:08,738                                                                  |
| Perseguição por equipas (13.10) | Reino Unido · Ethan Hayter · Oliver Wood · Ethan Vernon · Daniel Bigham · 3:45,829          | Itália · Simone Consonni · Filippo Ganna · Jonathan Milan · Manlio Moro · Francesco Lamon · 3:46,033 | Dinamarca · Tobias Hansen · Carl-Frederik Bévort · Lasse Norman Hansen · Rasmus Pedersen · 3:46,721 |
| 1 km contrarrelógio (14.10)     | Jeffrey Hoogland · Países Baixos · 58:106                                                   | Melvin Landerneau · França · 59:568                                                                  | Alejandro Martínez Chorro · Espanha · 59:871                                                        |
| Corrida por pontos (14.10)      | Yoeri Havik · Países Baixos · 76 pts.                                                       | Roger Kluge · Alemanha · 67 pts.                                                                     | Fabio Van den Bossche · Bélgica · 64 pts.                                                           |
| Scratch (13.10)                 | Dylan Bibic · Canadá                                                                        | Kazushige Kuboki · Japão                                                                             | Roy Eefting · Países Baixos                                                                         |
| Keirin (13.10)                  | Harrie Lavreysen · Países Baixos                                                            | Jeffrey Hoogland · Países Baixos                                                                     | Kevin Quintero · Colômbia                                                                           |
| Madison (16.10)                 | Donavan Grondin · Benjamin Thomas · França · 65 pts.                                        | Ethan Hayter · Oliver Wood · Reino Unido · 47 pts.                                                   | Fabio Van den Bossche · Lindsay De Vylder · Bélgica · 43 pts.                                       |
| Eliminação (16.10)              | Elia Viviani · Itália                                                                       | Corbin Strong · Nova Zelândia                                                                        | Ethan Vernon · Reino Unido                                                                          |
| Omnium (15.10)                  | Ethan Hayter · Reino Unido · 147 pts.                                                       | Benjamin Thomas · França · 127 pts.                                                                  | Aaron Gate · Nova Zelândia · 118 pts.                                                               |

### Feminino
| Evento                          | Ouro | Prata                                                                                             | Bronze                                                                                  |
| ------------------------------- | --- | ------------------------------------------------------------------------------------------------- | --------------------------------------------------------------------------------------- |
| Velocidade individual (14.10)   | Mathilde Gros · França                                                                                     | Lea Friedrich · Alemanha                                                                          | Emma Hinze · Alemanha                                                                   |
| Velocidade por equipas (12.10)  | Alemanha · Pauline Grabosch · Emma Hinze · Lea Friedrich · 45,967                                          | China · Bao Shanju · Guo Yufang · Yuan Liying · 46,631                                            | Reino Unido · Lauren Bell · Sophie Capewell · Emma Finucane · 46,596                    |
| Perseguição individual (15.10)  | Franziska Brauße · Alemanha · 3:19,427                                                                     | Bryony Botha · Nova Zelândia · 3:19,869                                                           | Josie Knight · Reino Unido · 3:21,459                                                   |
| Perseguição por equipas (13.10) | Itália · Elisa Balsamo · Martina Alzini · Chiara Consonni · Vittoria Guazzini · Martina Fidanza · 4:09,760 | Reino Unido · Neah Evans · Katie Archibald · Josie Knight · Anna Morris · Megan Barker · 4:11,369 | França · Marion Apagas · Clara Copponi · Valentine Fortin · Victoire Berteau · 4:10,744 |
| 500 m contrarrelógio (15.10)    | Taky Kouamé · França · 32,835                                                                              | Emma Hinze · Alemanha · 33,051                                                                    | Guo Yufang · China · 33,214                                                             |
| Corrida por pontos (16.10)      | Neah Evans · Reino Unido · 60 pts.                                                                         | Julie Leth · Dinamarca · 53 pts.                                                                  | Jennifer Valente · Estados Unidos · 51 pts.                                             |
| Scratch (12.10)                 | Martina Fidanza · Itália                                                                                   | Maike van der Duin · Países Baixos                                                                | Jessica Roberts · Reino Unido                                                           |
| Keirin (16.10)                  | Lea Friedrich · Alemanha                                                                                   | Mina Sato · Japão                                                                                 | Steffie van der Peet · Países Baixos                                                    |
| Madison (15.10)                 | Shari Bossuyt · Lotte Kopecky · Bélgica · 32 pts.                                                          | Clara Copponi · Valentine Fortin · França · 31 pts.                                               | Amalie Dideriksen · Julie Leth · Dinamarca · 23 pts.                                    |
| Eliminação (13.10)              | Lotte Kopecky · Bélgica                                                                                    | Rachele Barbieri · Itália                                                                         | Jennifer Valente · Estados Unidos                                                       |
| Omnium (14.10)                  | Jennifer Valente · Estados Unidos · 118 pts.                                                               | Maike van der Duin · Países Baixos · 109 pts.                                                     | Maria Martins · Portugal · 99 pts.                                                      |

## Medalheiro
| 1  | Países Baixos  | 4  | 4  | 2  | 10 |
| 2  | Itália         | 4  | 3  | 0  | 7  |
| 3  | Alemanha       | 3  | 3  | 1  | 7  |
| 3  | França         | 3  | 3  | 1  | 7  |
| 5  | Reino Unido    | 3  | 2  | 5  | 10 |
| 6  | Bélgica        | 2  | 0  | 2  | 4  |
| 7  | Austrália      | 1  | 1  | 1  | 3  |
| 8  | Estados Unidos | 1  | 0  | 2  | 3  |
| 9  | Canadá         | 1  | 0  | 0  | 1  |
| 10 | Nova Zelândia  | 0  | 2  | 1  | 3  |
| 11 | Japão          | 0  | 2  | 0  | 2  |
| 12 | Dinamarca      | 0  | 1  | 2  | 3  |
| 13 | China          | 0  | 1  | 1  | 2  |
| 14 | Portugal       | 0  | 0  | 2  | 2  |
| 15 | Colômbia       | 0  | 0  | 1  | 1  |
| 15 | Espanha        | 0  | 0  | 1  | 1  |
|    | TOTAL          | 22 | 22 | 22 | 66 |